# Fondo nazionale di risoluzione
Il fondo nazionale di risoluzione è un fondo istituito presso Banca d'Italia, destinato al risanamento ed alla risoluzione (leggasi ristrutturazione) delle banche in difficoltà, evitando che il loro salvataggio gravi sui conti dello Stato e sia a carico dei contribuenti.

## Storia
Il fondo viene creato da Banca d'Italia il 18 novembre 2015 con provvedimento 1226609, in ottemperanza alla direttiva europea UE/2014/59 (Bank Recovery and Resolution Directive). La normativa prevede che, qualora un istituto bancario sia in dissesto o, per svariate ragioni, non possa essere posto in liquidazione, sia messo in risoluzione: l'autorità nazionale di risoluzione (in Italia è Banca d'Italia) attiva un processo di ristrutturazione per evitare interruzioni dei servizi essenziali offerti dalla banca (ad esempio i depositi, i servizi di pagamento, la gestione dei prestiti, rapporti di lavoro etc.) e ripristinare condizioni di sostenibilità economica della parte sana della banca e a liquidare le parti restanti.
Nell'ottica di questo intervento, potrebbe essere attuata la procedura di bail in, la riduzione del valore di crediti/azioni detenuti da azionisti e clienti verso la banca. In poche parole, i primi ad assorbire le perdite sono gli azionisti, seguiti dai detentori di altri titoli di capitale, dai creditori subordinati, dai creditori chirografari, dalle persone fisiche e dalle piccole e medie imprese titolari di depositi per l’importo eccedente i 100.000 euro.
Il fondo nazionale di risoluzione (costituito con versamenti dalle banche nazionali, da quelle estere con succursali in Italia e da alcune SIM) è il braccio armato dell'Autorità nazionale di risoluzione per fornire un sostegno temporaneo alle banche in risoluzione (sotto forma di prestiti, garanzie, acquisto di attività o capitale per enti-ponte) ed eccezionalmente per indennizzare azionisti o creditori, assorbire le perdite o ricapitalizzare una banca.
Ogni istituto è chiamato a contribuire (anche quelli in amministrazione straordinaria o in risoluzione), in ragione di alcuni parametri (profilo di rischio, passività ecc.): tutti gli enti, annualmente, versano circa 588 milioni di euro.

## Interventi
Il Fondo ha finanziato la risoluzione delle crisi di Banca Etruria, Banca delle Marche, Cassa di Risparmio di Ferrara, Cassa di Risparmio della Provincia di Chieti, per un totale di 3,7 miliardi: tuttavia, considerata la mole dell'impegno, il Fondo non sarebbe riuscito a reperire tempestivamente l'import necessario. Per cui, 4 miliardi di euro sono stati anticipati da Intesa Sanpaolo (credito poi parzialmente ceduto a MPS), UniCredit e UBI Banca (credito poi parzialmente ceduto a Banco Popolare). I primi 2,4 miliardi sono già stati integralmente rimborsati (grazie ai contributi raccolti dai partecipanti al Fondo), mentre i restanti 1,6 saranno restituiti entro 18 mesi (e coperti da una garanzia di CDP).
Il valore totale dell'intervento è stato di 3,6 miliardi di euro, serviti a:
- coprire le perdite derivanti dalla svalutazione delle sofferenze (i crediti deteriorati e le sofferenze, dal valore nominale di 8.5 miliardi di euro, furono inizialmente svalutati dalle quattro banche del 60%, ma in occasione dell'intervento del Fondo, è stata necessaria un'ulteriore svalutazione di 1,7 miliardi)[8]
- ricapitalizzare i nuovi istituti (1,8 miliardi destinati a Nuova Banca Etruria, Nuova Banca delle Marche, Nuova Cassa di Risparmio di Chieti, Nuova Cassa di Risparmio di Ferrara)
- creare la bad bank REV - Gestione Crediti S.p.A. (136 milioni) a cui sarà affidato il recupero degli 8,5 miliardi nominali di cui sopra

Questa operazione non è stata definita né bail in (perché comunque non ha incluso debitori senior e obbligazionisti/correntisti sopra i 100.000 euro) né bail out (perché non c'è stato un intervento statale.
I proventi che potrebbero essere incassati dal Fondo di Risoluzione deriveranno dalla vendita delle quattro nuove Good Bank (adesso sotto la gestione dell'Autorità Nazionale di Risoluzione) e dal recupero dei crediti deteriorati affidati a REV.

## Fonte
- bancaditalia.it